# Lijst van beschermd erfgoed in Hotton
Onderstaande tabel geeft een overzicht van de beschermde erfgoederen in de gemeente Hotton. Het beschermd erfgoed maakt onderdeel uit van het cultureel erfgoed in België.
| Object | Bouwjaar/architect | Deelgemeente | Adres              | Coördinaten                   | Nummer?                | Afbeelding |
| --- | ------------------ | ------------ | ------------------ | ----------------------------- | ---------------------- | --- |
| Oude watermolen |                    |              | rue Haute          | 50° 16' 4" NB, 5° 27' 6" OL   | 83028-CLT-0001-01 Info | Oude watermolen |
| Ensemble gevormd door de rotsen met uitzicht op de Ourthe, op de plek genaamd "Plage de Renissart" waarop zich de overblijfselen bevinden van een oud toevluchtskamp bekend als "Ti-Château" |                    |              |                    | 50° 16' 2" NB, 5° 27' 19" OL  | 83028-CLT-0002-01 Info | |
| Grotten van Hotton en Hampteau |                    |              |                    | 50° 15' 25" NB, 5° 26' 54" OL | 83028-CLT-0003-01 Info | Grotten van Hotton en Hampteau |
| Totaliteit van kasteel van Deulin, de kapel, met de gevels en daken van de bijgebouwen, en ensemble van dit met het omliggende terrein                                                       |                    |              | rue du Château n°4 | 50° 18' 11" NB, 5° 24' 3" OL  | 83028-CLT-0004-01 Info | Totaliteit van kasteel van Deulin, de kapel, met de gevels en daken van de bijgebouwen, en ensemble van dit met het omliggende terrein |
| Oude oven, tegenwoordig pavillon van kasteelhoeve |                    |              |                    | 50° 14' 52" NB, 5° 23' 54" OL | 83028-CLT-0006-01 Info | |
| Boerderij: gevels en daken van alle gebouwen op perceel 436 E en bakkerij van perceel 428 D                                                                                                  |                    |              | rue du Noyer, n°5  | 50° 16' 44" NB, 5° 26' 20" OL | 83028-CLT-0007-01 Info | |
| Kerk Saint-Pierre en kerkhofmuur |                    |              |                    | 50° 16' 46" NB, 5° 26' 18" OL | 83028-CLT-0009-01 Info | Kerk Saint-Pierre en kerkhofmuur |
| Gevels en daken huis, waaronder het interieur |                    |              | rue Haute n°4      | 50° 16' 6" NB, 5° 26' 53" OL  | 83028-CLT-0010-01 Info | |
| Kasteelhoeve van Ny |                    |              |                    | 50° 17' 3" NB, 5° 28' 42" OL  | 83028-CLT-0011-01 Info | Kasteelhoeve van Ny |
| Gevels en daken kasteel van Deulin, uitgezonderd de achtergevel, inclusief drie salons |                    |              | rez-de-chaussée    | 50° 18' 11" NB, 5° 24' 3" OL  | 83028-PEX-0001-01 Info | |
| Het veelkleurige interieur van de kerk Saint-Pierre |                    |              | Melreux            | 50° 16' 46" NB, 5° 26' 18" OL | 83028-PEX-0002-01 Info | |